# Arrondissement di Miragoâne
L'arrondissement di Miragoâne è un arrondissement di Haiti facente parte del dipartimento di Nippes. Il capoluogo è Miragoâne.

## Geografia antropica

### Suddivisioni amministrative
L'arrondissement di Miragoâne comprende 4 comuni:
- Miragoâne
- Fonds-des-Nègres
- Paillant
- Petite-Rivière-de-Nippes